# Tarenna monticola
Tarenna monticola är en måreväxtart som beskrevs av Sally T. Reynolds och Paul Irwin Forster. Tarenna monticola ingår i släktet Tarenna och familjen måreväxter. Inga underarter finns listade i Catalogue of Life.